# Múscul peroneal lateral curt
El múscul peroneal lateral curt o peroneal curt (Musculus fibularis brevis o peronaeus brevis) està situada a la porció externa de la cama, per sota del genoll. És de forma allargada i s'insereix a la part superior de la cara externa del peroné –en la regió mitjana i inferior–. Passa per darrere del mal·lèol extern del turmell i finalitza en la porció externa de la base del cinquè metatarsià. Quan es contrau, provoca l'abducció i rotació externa del peu.

## Galeria d'imatges

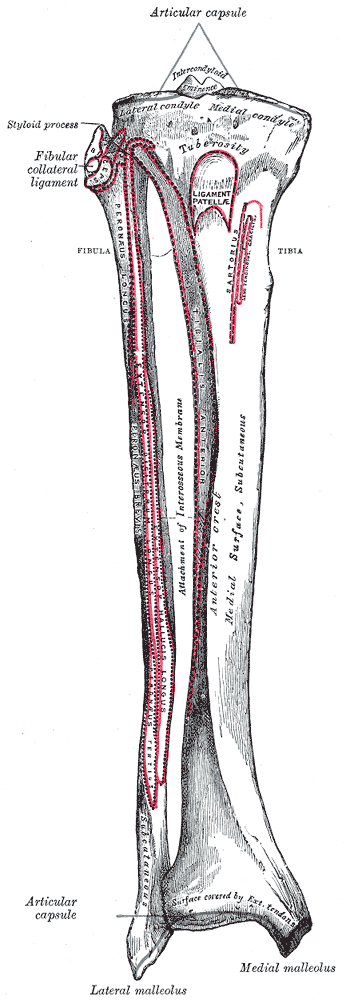
Ossos de la cama dreta. Superfície anterior.
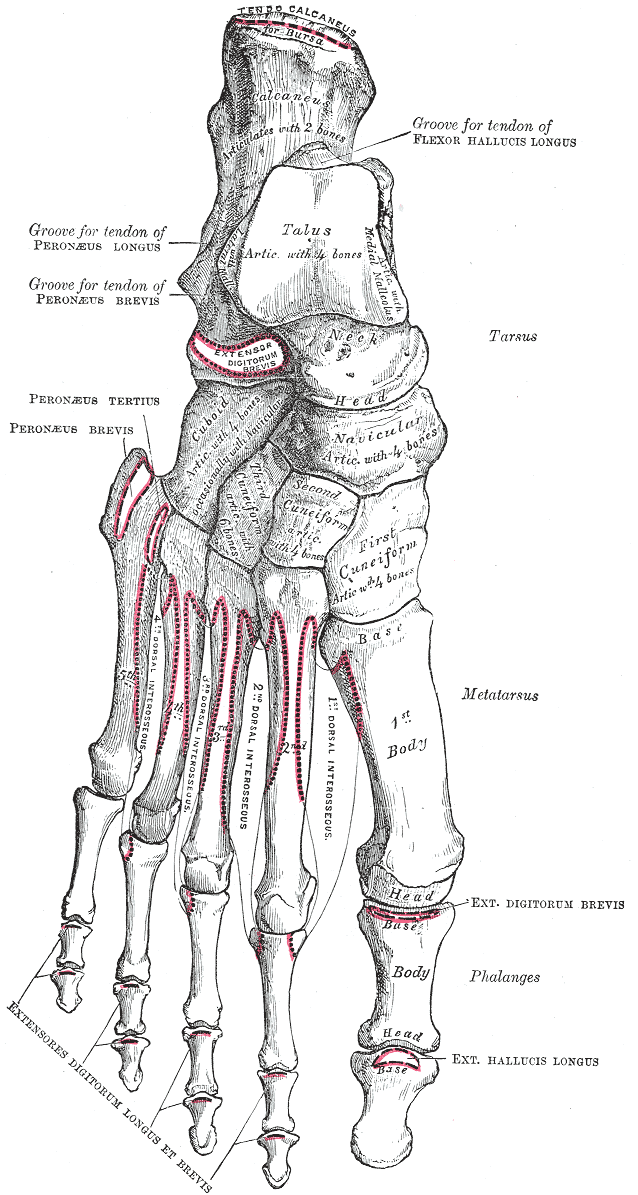
Ossos del peu dret. Superfície dorsal.
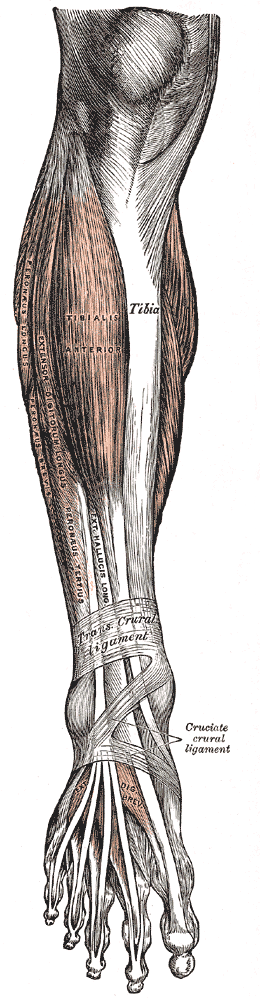
Músculs de la part anterior de la cama.
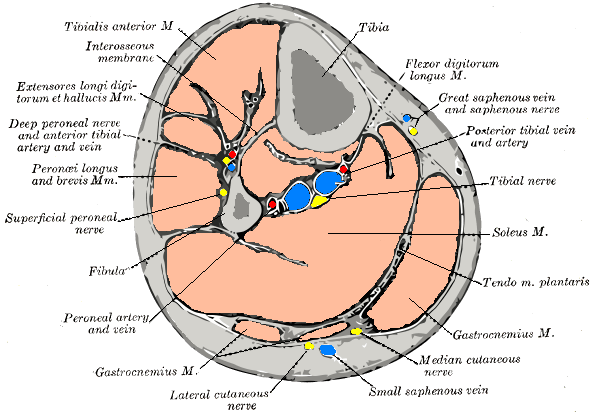
Secció transversal a través de la part mitjana de la cama.
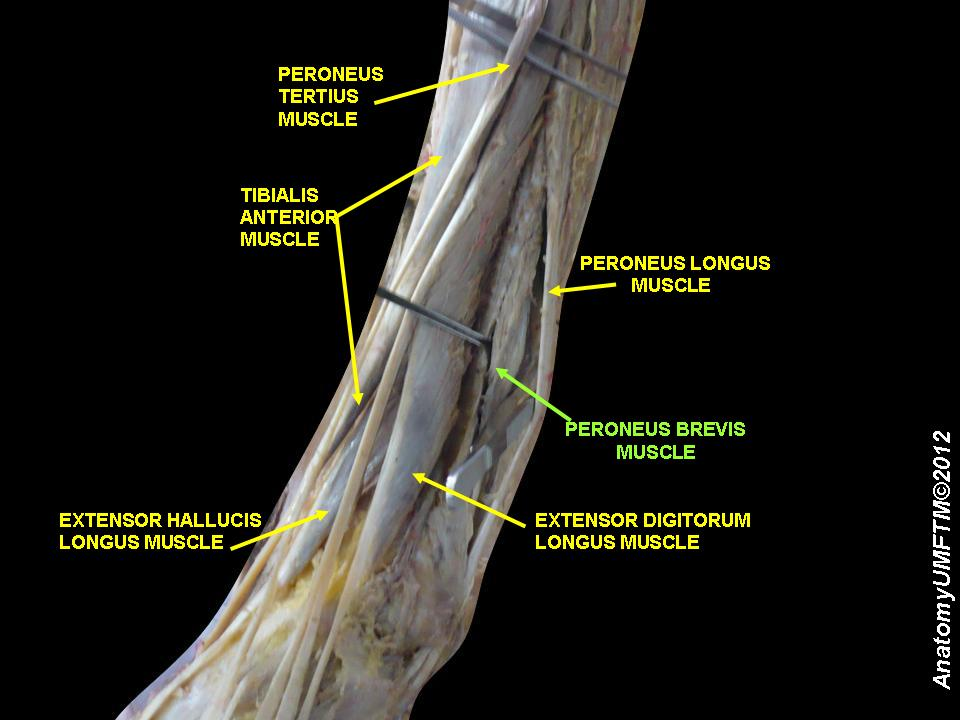
Múscul peroneal lateral curt
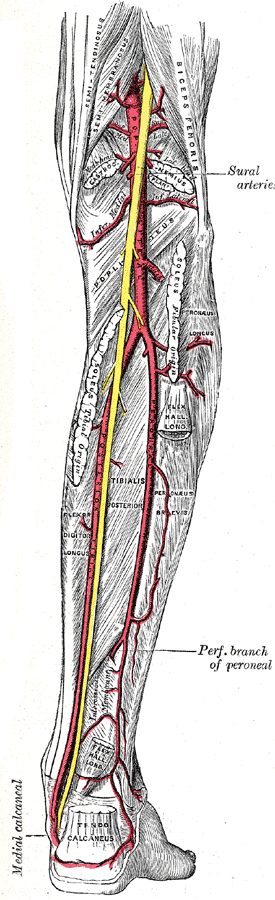
artèries poplítia, tibial posterior i peroneal.